# Новиград
Новиград (итал. Cittanova d'Istria) је град у Хрватској, у Истарској жупанији.
Новиград је у прошлости био рибарски град, али у последње време у граду све више почиње да се развија туризам.

## Географија
Налази се на западној обали Истарског полуострва, између Умага и Пореча. Удаљен је 25 километара од границе са Словенијом. По 15-ак километара је удаљен је од оближњих градских центара — Пореча, Умага и Буја. Град се простире на површини од 27 km².

## Историја
Подручје данашњег Новиграда било је насељено већ у античка времена, о чему сведоче бројни споменици и археолошки локалитети. У писаним документима Новиград се спомиње као Neapolis у 7. веку, односно као Civitas Nova у IX веку.
Новиград је, због свога положаја на малом полуострву и због свог плодног природног залеђа имао бурну прошлост. Своју ренесансу град доживљава од VIII. до IX века када као седиште франачког кнеза Ивана постаје полазиштем продируће феудализације. Због честих ратова и заразних болести, град је од XVI-XVII. доживео стагнацију и скоро је сасвим опустео.
Град је пролазио кроз периоде византске (VI-VII века), франачке (VIII-IX века), немачке (X-XIII века), млетачке (1270—1797), Наполеонове (1805—1813), аустроугарске (1814—1918) и италијанске (1918—1943) управе.

## Становништво

### Град Новиград
На попису становништва из 2011. године, Град Новиград је имао 4.345 становника, од чега у самом Новиграду 2.622.
Према попису становништва из 2001. године у граду Новиграду живела су 4.002 становника који су живели у 1.060 породичних домаћинстава.
Кретање броја становника по пописима 1857—2001.
| година пописа  | 1857. | 1869. | 1880. | 1890. | 1900. | 1910. | 1921. | 1931. | 1948. | 1953. | 1961. | 1971. | 1981. | 1991. | 2001. |
| бр. становника | 1.303 | 1.404 | 1.562 | 1.740 | 2.012 | 2.275 | 2.221 | 2.443 | 2.313 | 1.743 | 2.094 | 2.398 | 2.619 | 3.270 | 4.002 |

Напомена: Настао из старе општине Бује. До 1991. део података је садржан у граду Умагу.

### Новиград (насељено место)
Према последњем попису становништва из 2001. године у насељеном месту Новиград живело је 2.629 становника, који су живели у 684 породична домаћинства.

#### Број становника по пописима
| година пописа  | 1857. | 1869. | 1880. | 1890. | 1900. | 1910. | 1921. | 1931. | 1948. | 1953. | 1961. | 1971. | 1981. | 1991. | 2001. |
| бр. становника | 1.303 | 1.404 | 1.277 | 1.372 | 1.520 | 1.645 | 2.221 | 1.502 | 1.476 | 1.115 | 1.393 | 1.710 | 1.930 | 2.522 | 2.629 |

Напомена: У 1857., 1869. и 1921. садржи податке за насеља Бужинија и Дајла, а од 1857. до 1880. и у 1921. за насеље Антенал. У 1931. део података је садржан у насељу Бужинија. У 1880. и 1890. садржи део података за насеље Дајла.
| Националност | број становника | проценат |
| ------------ | --------------- | -------- |
| Хрвати       | 2.796           | 69,87%   |
| Италијани    | 511             | 12,77%   |
| Албанци      | 123             | 3,07%    |
| Срби         | 81              | 2,02%    |
| Словенци     | 75              | 1,87%    |
| Турци        | 23              | 0,57%    |
| Бошњаци      | 12              | 0,30%    |

## Попис 1991.
На попису становништва 1991. године, насељено место Новиград је имало 2.522 становника, следећег националног састава:
| Попис 1991.‍   | Попис 1991.‍  | Попис 1991.‍ | Попис 1991.‍ | Попис 1991.‍ |
| ------------- | ------------ | ----------- | ----------- | ----------- |
|               |              |             |             |             |
| Хрвати        | Хрвати       |             | 1.302       | 51,62%      |
| Италијани     | Италијани    |             | 371         | 14,71%      |
| Срби          | Срби         |             | 105         | 4,16%       |
| Словенци      | Словенци     |             | 69          | 2,73%       |
| Албанци       | Албанци      |             | 66          | 2,61%       |
| Југословени   | Југословени  |             | 54          | 2,14%       |
| Муслимани     | Муслимани    |             | 19          | 0,75%       |
| Турци         | Турци        |             | 15          | 0,59%       |
| Црногорци     | Црногорци    |             | 9           | 0,35%       |
| Мађари        | Мађари       |             | 7           | 0,27%       |
| Словаци       | Словаци      |             | 4           | 0,15%       |
| Бугари        | Бугари       |             | 3           | 0,11%       |
| Македонци     | Македонци    |             | 3           | 0,11%       |
| Немци         | Немци        |             | 2           | 0,07%       |
| Чеси          | Чеси         |             | 2           | 0,07%       |
| Аустријанци   | Аустријанци  |             | 1           | 0,03%       |
| Пољаци        | Пољаци       |             | 1           | 0,03%       |
| Руси          | Руси         |             | 1           | 0,03%       |
| неопредељени  | неопредељени |             | 65          | 2,57%       |
| регион. опр.  | регион. опр. |             | 377         | 14,94%      |
| непознато     | непознато    |             | 46          | 1,82%       |
| укупно: 2.522 |              |             |             |             |

## Привреда
Новиград је у прошлости био познат као рибарски град. 60-их година прошлог века град се окреће индустријском развоју. Велики се број људи почео запошљавати у текстилној индустрији и оближњем каменолому, а касније и у пољопривреди, нарочито у виноградарству и маслинарству. 70-их година прошлога века град се нагло окреће туризму. Туризам је и данас, уз рибарство, текстилну индустрију те пољопривреду најважнија привредна града.